# 絶滅のおそれのある野生動植物の種の保存に関する法律
絶滅のおそれのある野生動植物の種の保存に関する法律（ぜつめつのおそれのあるやせいどうしょくぶつのしゅのほぞんにかんするほうりつ、平成4年6月5日法律第75号）は、絶滅のおそれのある野生動植物の種の保存に関する日本の法律である。野生動植物保存法、種の保存法とも呼ばれる。
1992年（平成4年）6月5日に公布、1993年（平成5年）4月1日施行。特殊鳥類の譲渡等の規制に関する法律（昭和47年法律第49号）および絶滅のおそれのある野生動植物の譲渡の規制等に関する法律（昭和62年法律第58号）は、この法律の施行により廃止された。

## 主務官庁
- 環境省自然環境局野生生物課

共同所管
- 経済産業省貿易経済協力局貿易管理部貿易審査課野生動植物貿易審査室
- 経済産業省製造産業局生活製品課 - 特別国際種事業のみ担当
- 農林水産省輸出・国際局知的財産課

また財務省関税局監視課（税関）、農林水産省大臣官房政策課環境政策室、動物検疫所管理指導課、植物防疫所、国土交通省水管理・国土保全局河川環境課と連携して執行にあたる。

## 目的
野生動植物が、生態系の重要な構成要素であるだけでなく、自然環境の重要な一部として人類の豊かな生活に欠かすことのできないものであることに鑑み、絶滅のおそれのある野生動植物の種の保存を図ることにより、生物の多様性を確保するとともに、良好な自然環境を保全し、もって現在及び将来の国民の健康で文化的な生活の確保に寄与することを目的とする（第1条）。

## 制定の経緯と趣旨
絶滅のおそれのある野生動植物の種の国際取引に関する条約（ワシントン条約）を期に、国際取引が原則として禁止された種の取り引きを規制する「絶滅のおそれのある野生動植物の譲渡の規制等に関する法律」が1987年に制定された。その後、これを発展させて制定されたのが、この法律である。
この法律は、絶滅のおそれのある野生動植物の種の保存に関して「希少野生動植物種」（亜種・変種を含む）を定めている。
- 指定種の捕獲や所持・流通（生きた個体のほか、全体の剥製、標本、器官およびその加工品を含む）等の規制による個体保護
- 指定種の生息地内の開発等を制限する生息地保護
- 生物の保護増殖

が、種の保存法の三本柱である。

## 構成
- 第1章 - 総則（第1条-第6条）
- 第2章 - 個体等の取扱いに関する規制
  - 第1節 - 個体等の所有者の義務等（第7条・第8条）
  - 第2節 - 個体の捕獲及び個体等の譲渡し等の禁止（第9条-第19条）
  - 第3節 - 国際希少野生動植物種の個体等の登録等（第20条-第29条）
  - 第4節 - 特定国内種事業及び特定国際種事業等の規制
    - 第1款 - 特定国内種事業の規制（第30条-第33条）
    - 第2款 - 特定国際種事業等の規制（第33条の2-第33条の22）

  - 第5節 - 適正に入手された原材料に係る製品である旨の認定等（第33条の23-第33条の33）
- 第3章 - 生息地等の保護に関する規制
  - 第1節 - 土地の所有者の義務等（第34条・第35条）
  - 第2節 - 生息地等保護区（第36条-第44条）
- 第4章 - 保護増殖事業（第45条-第48条の3）
- 第5章 - 認定希少種保全動植物園等（第48条の4-第48条の11）
- 第6章 - 雑則（第49条-第57条）
- 第7章 - 罰則（第58条-第66条）
- 附則

## 野生動植物種の保存への取り組み
種の保存法の定めるところに従い、環境省等では、以下のような取り組みを行っている。

### 希少野生動植物種
本法では絶滅の危機に瀕している野生生物の保護を目的に、「国内希少野生動植物種」、「国際希少野生動植物種」及び「緊急指定種」からなる「希少野生動植物種」並びに「特定第一種国内希少野生動植物種」及び「特定第二種国内希少野生動植物種」を指定することができる。

### 生息地等保護区
種の保存法により、国内希少野生動植物種について、「生息地等保護区」が指定されている。
生息地等保護区とは、国内希少野生動植物種の保存するためには、その種だけではなく、生息地・生育地も保護することが必要である場合に指定される区域である。
2022年月現在、以下の10地区の生息地等保護区が指定されている。
- 羽田ミヤコタナゴ生息地保護区（栃木県大田原市）
- 北岳キタダケソウ生育地保護区（山梨県南アルプス市）
- 善王寺長岡アベサンショウウオ生息地保護区（京都府京丹後市）
- 大岡アベサンショウウオ生息地保護区（兵庫県豊岡市）
- 山迫ハナシノブ生育地保護区（熊本県阿蘇郡高森町）
- 北伯母様ハナシノブ生育地保護区（熊本県阿蘇郡高森町）
- 藺牟田池ベッコウトンボ生息地保護区（鹿児島県薩摩川内市）
- 宇江城岳キクザトサワヘビ生息地保護区（沖縄県島尻郡久米島町）
- アーラ岳キクザトサワヘビ生息地保護区（沖縄県島尻郡久米島町）
- 米原イシガキニイニイ生息地保護区（沖縄県石垣市）

生息地等保護区の区域内で国内希少野生動植物種の保存のため特に必要があると認められる区域は、管理地区として指定されている。さらに、管理地区の区域内で国内希少野生動植物種の個体の生息又は生育のため特にその保護を図る必要があると認められる場所は、立入制限地区として指定されている。また、生息地等保護区の区域で管理地区の区域に属さない部分は、監視地区という。

### 保護増殖事業
絶滅のおそれのある野生動植物の種の保存を図るために、減少した個体数を回復させ、または生息環境等を回復させるための取り組みとして、「保護増殖事業」が行われている。これは、給餌、巣箱の設置、飼育下の増殖、生息環境等の整備などの保護増殖のための事業である。保護増殖事業の実施主体は、基本的には国だが、環境大臣の確認または認定を受ければ、地方公共団体または民間団体でも実施することができる。
2018年3月現在、以下の65種を対象に国（環境省、農林水産省等）が事業主体の保護増殖事業が実施されている。
- 哺乳類4種：ツシマヤマネコ、イリオモテヤマネコ、アマミノクロウサギ、オガサワラオオコウモリ
- 鳥類15種：アホウドリ、トキ、タンチョウ、シマフクロウ、イヌワシ、ノグチゲラ、オオトラツグミ、アマミヤマシギ、ウミガラス、エトピリカ、ヤンバルクイナ、オジロワシ、オオワシ、アカガシラカラスバト、ライチョウ
- 爬虫類0種
- 両生類1種：アベサンショウウオ
- 魚類4種：ミヤコタナゴ、スイゲンゼニタナゴ、イタセンパラ、アユモドキ
- 昆虫類10種：ベッコウトンボ、ゴイシツバメシジミ、ヤンバルテナガコガネ、ヤシャゲンゴロウ、オガサワラハンミョウ、オガサワラシジミ、オガサワラトンボ、オガサワラアオイトトンボ、ハナダカトンボ、ツシマウラボシシジミ
- 貝類14種：小笠原陸産貝類14種
- 植物16種：キタダケソウ、レブンアツモリソウ、ハナシノブ、チョウセンキバナアツモリソウ、ムニンツツジ、ムニンノボタン、アサヒエビネ、ホシツルラン、シマホザキラン、タイヨウフウトウカズラ、コバトベラ、ウラジロコムラサキ、ヒメタニワタリ、コヘラナレン、シマカコソウ、ウチダシクロキ

また、2019年3月現在、東京都、佐渡市、大町市等の地方公共団体等が事業主体となり、ツシマヤマネコ、トキ、ライチョウ、ヤシャゲンゴロウ、レブンアツモリソウなど計14種（延べ38件）について保護増殖事業が確認または認定を受けて実施されている。

### 野生生物保護センター
希少な野生生物の保護増殖事業、調査研究の実施、普及啓発等の業務を統合的に推進するための拠点施設として、野生生物保護センターが全国に8か所設置されている。
- 釧路湿原野生生物保護センター（北海道釧路市）：シマフクロウやタンチョウ等の調査・普及啓発活動を実施。センター内に猛禽類医学研究所がある。
- 北海道海鳥センター（北海道苫前郡羽幌町）：ウミガラスやエトピリカ等の希少海鳥の調査・普及啓発活動を実施。
- 猛禽類保護センター（山形県酒田市）：イヌワシ等の猛禽類の調査・普及啓発活動を実施。
- 佐渡トキ保護センター（新潟県佐渡市）：トキの保護増殖のための調査・研究等を実施。
- 対馬野生生物保護センター（長崎県対馬市）：ツシマヤマネコの調査・研究や保護増殖活動を実施。
- 奄美野生生物保護センター（鹿児島県大島郡大和村）：アマミノクロウサギ等の調査・研究、外来種であるジャワマングースの駆除。
- やんばる野生生物保護センター（沖縄県国頭郡国頭村）：ノグチゲラやヤンバルクイナ、ヤンバルテナガコガネ等の保護増殖活動を実施。
- 西表野生生物保護センター（沖縄県八重山郡竹富町）：イリオモテヤマネコの保護増殖活動を実施。

### 認定希少種保全動植物園等
この法律の一部改正（絶滅のおそれのある野生動植物の種の保存に関する法律の一部を改正する法律（平成29年6月2日法律第51号）による改正、平成30年6月1施行）で創設された制度で、希少種の保護増殖という点で一定の基準を満たす動物園、植物園、水族館、昆虫館等を、申請に基づき環境大臣が認定する制度。認定を受けた動植物園等には、希少野生動植物種の譲渡し等の規制が原則として適用されなくなり、認定された動植物園等相互間での希少種の移動の手続きが緩和される。2022年10月25日現在、次の13施設が認定されている。
- 豊橋総合動植物公園（動物園）
- 京都市動物園
- 東京都井の頭自然文化園
- 札幌市円山動物園
- 世界淡水魚園水族館
- 東京都葛西臨海水族園
- 宮崎市フェニックス自然動物園
- 大阪公立大学附属植物園
- 東京都恩賜上野動物園
- 富山市ファミリーパーク
- 沖縄美ら海水族館
- 仙台市八木山動物公園
- 鴨川シーワールド